# Scelio ruticulus
Scelio ruticulus är en stekelart som beskrevs av Mikhail Vasilievich Kozlov och Kononova 1990. Scelio ruticulus ingår i släktet Scelio och familjen Scelionidae. Inga underarter finns listade i Catalogue of Life.